# Le Livre des trois vertus à l'enseignement des dames

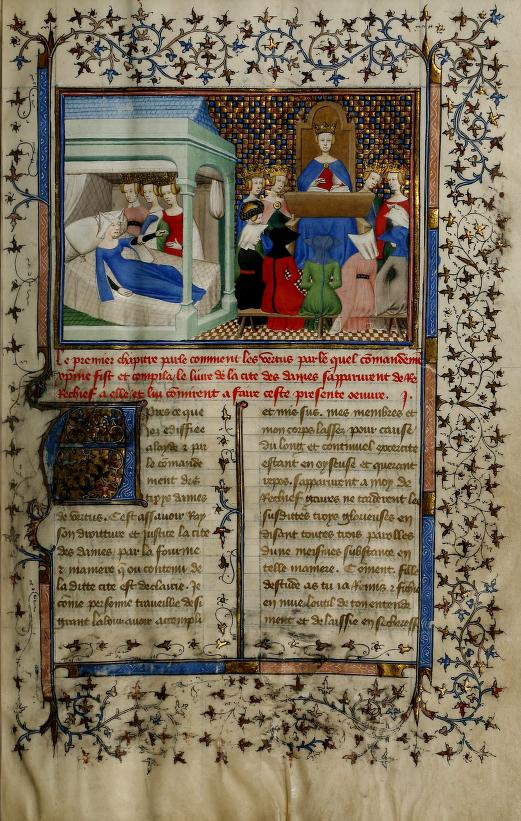
Christine de Pisan, tirée de son lit par les trois Vertus, qui lui refusent le repos. (Boston Public Library, Special Collections, MS f. Med. 101. France, s. XVmed).

Le Livre des trois vertus à l'enseignement des dames, également connu sous le titre Le Trésor de la cité des dames, est un manuel d'éducation de Christine de Pisan. Écrit en 1405, tout comme l'autre ouvrage pour lequel elle est le plus connue, La Cité des dames, l'ouvrage vise à éduquer les femmes « de tous états ». Ces deux œuvres de Christine de Pisan ont établi sa notoriété en tant que précurseur de la défense du droits des femmes.   

## Genèse et description

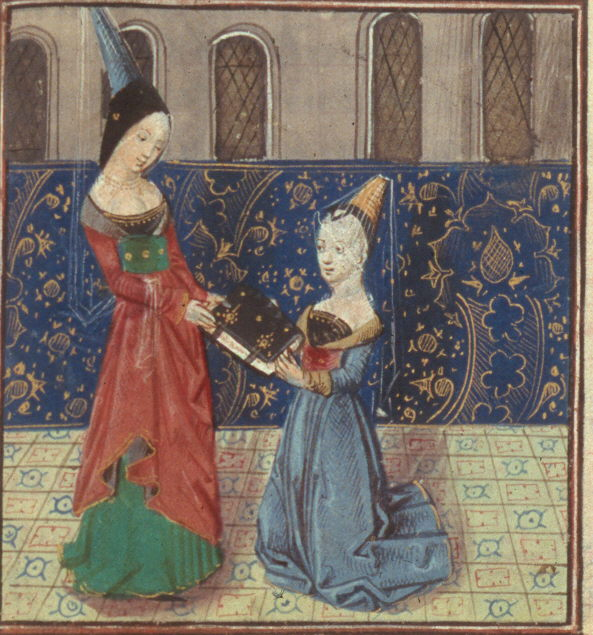
Christine de Pisan présentant Le Livre des trois vertus à Marguerite de Bourgogne, la toute jeune dauphine de France.

Dans Le Livre de la cité des dames, Christine de Pisan avait avancé une défense passionnée et bien organisée en argumentant, de diverses façons, en faveur de la valeur des femmes, en réfutant les arguments contraires traditionnels, et en citant des exemples fameux de femmes célèbres et vertueuses. Dans Le Trésor de la cité des dames, qui en constitue la suite, elle affirme qu'après avoir terminé La Cité des dames, elle n'aspirait plus qu'au repos ; mais, harcelée par les trois dames de Vertu (la Raison, la Droiture et la Justice) qui l'avaient assistée pour l'écriture de La Cité des dames, elle a alors accepté de poursuivre son travail pour l'éducation des femmes. Les plus anciennes miniatures du livre qui subsistent encore, supervisées par Christine de Pisan elle-même et réalisées par les mêmes maîtres qui avaient illustré La Cité des dames, la montrent effectivement couchée au lit, s'efforçant de se reposer... mais les trois Vertus sont debout à sa gauche, et la tirent du lit par le bras.
Dans Le Trésor de la cité des dames, l'auteur propose les leçons apprises de ces femmes célèbres aux femmes « de tous états », y compris les nonnes, les prostituées, et de façon générale toutes les femmes, qu'elles soient mariées ou non.

## Titres et éditions
Dédicacé à Marguerite de Bourgogne, dauphine de France, le manuscrit original porte le titre initial Le Livre des trois vertus à l'ensaignement des dames. L'ouvrage est publié à partir de 1497, à l'initiative d'Anne de Bretagne, sous le titre Le Trésor de la cité des dames de degré en degré et de tous estatz.
Plusieurs des manuscrits dont nous disposons encore aujourd'hui sont reliés à Marguerite de Bourgogne et à ses sœurs (toutes utilisées par leur père Jean sans Peur, pour des mariages politiques), permettant une large diffusion du texte. Le Trésor de la cité des dames survit aujourd'hui au travers de quelques manuscrits du XVe siècle et de trois éditions imprimées des XVe siècle et XVIe siècle ; la dernière de celles-ci est de 1536, et a été imprimée par Jehan André et Denis Janot. Christine de Pisan, qui vivait de sa plume, portait un grand intérêt à publier des manuscrits somptueusement illustrés, et, sur les 21 manuscrits du XVe siècle qui survivent aujourd'hui, huit sont illustrés.